# یودی سیملان
یودی سیملان (انگلیسی: Eudy Simelane; ۱۱ مارس ۱۹۷۷ – ۲۸ آوریل ۲۰۰۸) بازیکن فوتبال اهل آفریقای جنوبی بود.
وی همچنین در تیم ملی فوتبال South Africa بازی کرده‌است.